# Francisco Cea Bermúdez
Francisco de Paula de Cea Bermúdez y Buzo, Conte di Colombi (Malaga, 28 ottobre 1779 – Parigi, 6 luglio 1850), è stato un politico e diplomatico spagnolo, ultimo segretario di stato spagnolo.

## Biografia
Dopo essersi dedicato al commercio con notevole successo a Malaga, nel 1810 fu inviato dalle Cortes di Cadice in Russia come diplomatico dove fu uno dei negoziatori del Amistad, Alianza y Cooperación (Trattato di amicizia, alleanza e cooperazione) sottoscritto il 20 luglio 1812 a Velikie Luki dallo Zar Alessandro I, di nuovo in guerra con Napoleone, con quale si stabiliva l'alleanza fra la Spagna e la Russia e quest'ultima riconosceva la Costituzione spagnola del 1812. Come diplomatico ebbe anche successo nel far accogliere la Spagna nella Santa Alleanza (1816). Fu poi ambasciatore a Costantinopoli durante il Triennio costituzionale (1820-1823) ed era ambasciatore a Londra nel 1824, quando l'11 luglio venne nominato Segretario di stato da Ferdinando VII.
La sua gestione dell'esecutivo fu poco brillante. Bermúdez era un liberale moderato; ma l'uomo forte del suo governo era in realtà il segretario di grazia e giustizia Calomarde il quale spinse le forze ultra-realiste a sostituire il moderato Cea Bermúdez con reazionario duca di Infantado il 24 ottobre 1825. Cea Bermúdez fu in seguito ambasciatore a Dresda (1825-1827) e a Londra (1827-1832) e in questa veste si oppose a vari tentativi da parte dei liberali di sbarcare nella penisola iberica.
Dopo l'ammutinamento di La Granja (14 settembre 1832), con la quale gli ufficiali liberali chiesero il ripristino della Costituzione del 1812, Cea Bermúdez fu nuovamente incaricato da Maria Cristina di formare un governo di liberali per neutralizzare i settori prendendo le parti del moribondo Ferdinando VII contro le pretese dell'infante reazionario Don Carlos. Cea Bermúdez fu nominato nuovamente Segretario di Stato il 1º ottobre 1832 e appoggiò la Prammatica Sanzione del 1830 che abrogava la legge salica, introdotta in Spagna da Filippo V, aprendo così l'ascesa al trono alla futura regina Isabella II, essendo Ferdinando VII privo di eredi maschi. Cea Bermúdez adottò inoltre una serie di misure gradite ai liberali:
- riapertura delle università (chiuse da due anni);
- amnistia per i liberali (15 ottobre 1832) che consentì il ritorno in Spagna di circa 10.000 esuli dal 1823;
- riorganizzazione delle forze armate per eliminare dal comando i militari filo-carlisti;
- rinnovo delle amministrazioni comunali.

Dopo la morte di Ferdinando VII (29 settembre 1833) Cea Bermúdez fu confermato alla guida dell'esecutivo da Maria Cristina. Cea Bermúdez pubblicò il Manifesto del 4 ottobre 1833, che fece sottoscrivere alla reggente, in cui si manifestava l'intenzione di continuare la politica precedente, equidistante sia da quella dei liberali che da quella dei carlisti, e si proponeva una riforma amministrativa, fra l'istituzione delle Province, attuata con l'ingresso al governo di Javier de Burgos. Tuttavia, questa "terza via" risultò non praticabile: i sostenitori di Don Carlos presero le armi ma Cea non riuscì a ottenere l'appoggio dei liberali, i quali insistevano per ottenere garanzie costituzionali, e questi ultimi riuscirono infine a far sostituire Cea Bermúdez col liberale moderato Francisco Martínez de la Rosa (15 gennaio 1834). Emigrò in Francia dove fu uno dei sostenitori di Maria Cristina durante la reggenza di Espartero (1840-1843). Fu un'ultima volta ministro del cosiddetto "governo lampo" del conte di Clonard (19-20 ottobre 1849). Fu membro della Massoneria.